# Selho (São Lourenço)
São Lourenço do Selho é uma povoação portuguesa do Município de Guimarães que foi sede da extinta Freguesia de Selho (São Lourenço), freguesia que tinha 2,00 km² de área e 1 782 habitantes (2011), e, por uisso, uma densidade populacional de 891 hab/km².
A Freguesia de Selho (São Lourenço) foi extinta em 2013, no âmbito de uma reforma administrativa nacional, para, em conjunto com Gominhães, formar uma nova freguesia denominada União das Freguesias de Selho São Lourenço e Gominhães com a sede em Selho São Lourenço.

## População
| População da Freguesia de Selho (São Lourenço) (1864 – 2011) | População da Freguesia de Selho (São Lourenço) (1864 – 2011) | População da Freguesia de Selho (São Lourenço) (1864 – 2011) | População da Freguesia de Selho (São Lourenço) (1864 – 2011) | População da Freguesia de Selho (São Lourenço) (1864 – 2011) | População da Freguesia de Selho (São Lourenço) (1864 – 2011) | População da Freguesia de Selho (São Lourenço) (1864 – 2011) | População da Freguesia de Selho (São Lourenço) (1864 – 2011) | População da Freguesia de Selho (São Lourenço) (1864 – 2011) | População da Freguesia de Selho (São Lourenço) (1864 – 2011) | População da Freguesia de Selho (São Lourenço) (1864 – 2011) | População da Freguesia de Selho (São Lourenço) (1864 – 2011) | População da Freguesia de Selho (São Lourenço) (1864 – 2011) | População da Freguesia de Selho (São Lourenço) (1864 – 2011) | População da Freguesia de Selho (São Lourenço) (1864 – 2011) |
| ------------------------------------------------------------ | ------------------------------------------------------------ | ------------------------------------------------------------ | ------------------------------------------------------------ | ------------------------------------------------------------ | ------------------------------------------------------------ | ------------------------------------------------------------ | ------------------------------------------------------------ | ------------------------------------------------------------ | ------------------------------------------------------------ | ------------------------------------------------------------ | ------------------------------------------------------------ | ------------------------------------------------------------ | ------------------------------------------------------------ | ------------------------------------------------------------ |
| 1864                                                         | 1878                                                         | 1890                                                         | 1900                                                         | 1911                                                         | 1920                                                         | 1930                                                         | 1940                                                         | 1950                                                         | 1960                                                         | 1970                                                         | 1981                                                         | 1991                                                         | 2001                                                         | 2011                                                         |
| 317                                                          | 318                                                          | 339                                                          | 341                                                          | 354                                                          | 377                                                          | 430                                                          | 539                                                          | 670                                                          | 973                                                          | 980                                                          | 1 336                                                        | 1 315                                                        | 1 841                                                        | 1 782                                                        |